# Addoku

Ejemplo de un problema típico de Addoku.

Addoku (también conocido como Killer sudoku) es un juego japonés que combina elementos del kakuro y el sudoku. Un problema típico se muestra a la derecha, usando colores para definir los grupos de celdas. Más a menudo, los acertijos se imprimen en blanco y negro, con líneas finas punteadas que se usan para delinear las "jaulas".

## Reglas
El objetivo es llenar la grilla con números del 1 al 9 de manera que se cumplan las siguientes condiciones:
- Cada fila y columna contienen cada número exactamente una vez.
- La suma de todos los números en una jaula debe coincidir con el pequeño número impreso en su esquina.
- Ningún número aparece más de una vez en una jaula. (Esta es la regla estándar para el addoku, e implica que ninguna jaula puede incluir más de 9 celdas).